# Nouvelle rue Arbat
Pour les articles homonymes, voir Arbat.
La nouvelle rue Arbat (russe : Но́вый Арба́т, Novyj Arbat) est l'une des plus grandes artères de Moscou, capitale de la Russie. La désignation de « Nouvel Arbat » la différencie de la célèbre vieille rue Arbat située un peu plus au sud.

## Situation et accès
Longue de 1 600 mètres, elle débute de la place de l'Arbat, qui se trouve au niveau de l'anneau des boulevards, pour se terminer place de la Russie libre qui commande l'accès au pont Novoarbatsky lequel permet de franchir la Moskova, après avoir croisé la ceinture des Jardins.
Cette avenue de 2x3 voies dénommée Kalinin Prospekt entre 1968 et 1994, est bordée de bâtiments de grande hauteur.

### Section à l'intérieur de la ceinture des Jardins
Cette première section qui couvre les deux tiers de sa longueur, est longée sur le côté sud (à l'exclusion des bâtiments historiques de restaurant Praga et le Grauerman pépinière près Arbat) par une série d'immeubles de bureaux de 26 étages. Sur le côté nord, à l'extrémité est de l'artère se trouve l'église Saint-Siméon le Stylite (ru).

### Section à l'extérieur de la ceinture des Jardins
Le court tronçon au-delà de la ceinture des Jardins est bordé de bâtiments d'habitation de style stalinien. Un bloc de construction de type post-constructiviste de cinq étages situé sur le côté sud a été récemment démoli et remplacé par des immeubles d'appartements de luxe.
- Le plus haut bâtiment de l'avenue, la tour de 31 étages du Comecon, a été achevé en 1965-1970, il abrite désormais les services du Gouvernement de Moscou.
- La Maison Blanche, le siège du Gouvernement russe, se dresse à l'extrémité ouest de l'avenue, à proximité de la tour du Comecon.
- La nouvelle ambassade du Royaume-Uni se trouve sur le remblai sud de l'avenue.

## Historique
Une avenue moderne parallèle à la pittoresque rue Arbat avait déjà été imaginé en 1935 sur plan directeur de Joseph Staline, mais le projet a été retardé par le déclenchement de la Seconde Guerre mondiale, et les travaux n'ont débuté qu'à la fin des années 1950, dirigés par l'équipe d'architecte Mikhaïl Possokhine.

La première étape du projet, le pont Novoarbatsky, a été achevée en 1957.

Entre 1957 et 1963, la Koutouzovsky Prospekt fut aménagée sur la rive ouest de la Moskova.

De 1962 à 1968, la nouvelle rue Arbat compléta l'ensemble du plan d'aménagement. Cette dernière artère a littéralement coupé en deux les vieilles rues étroites du quartier de l'Arbat.

## Bâtiments remarquables et lieux de mémoire

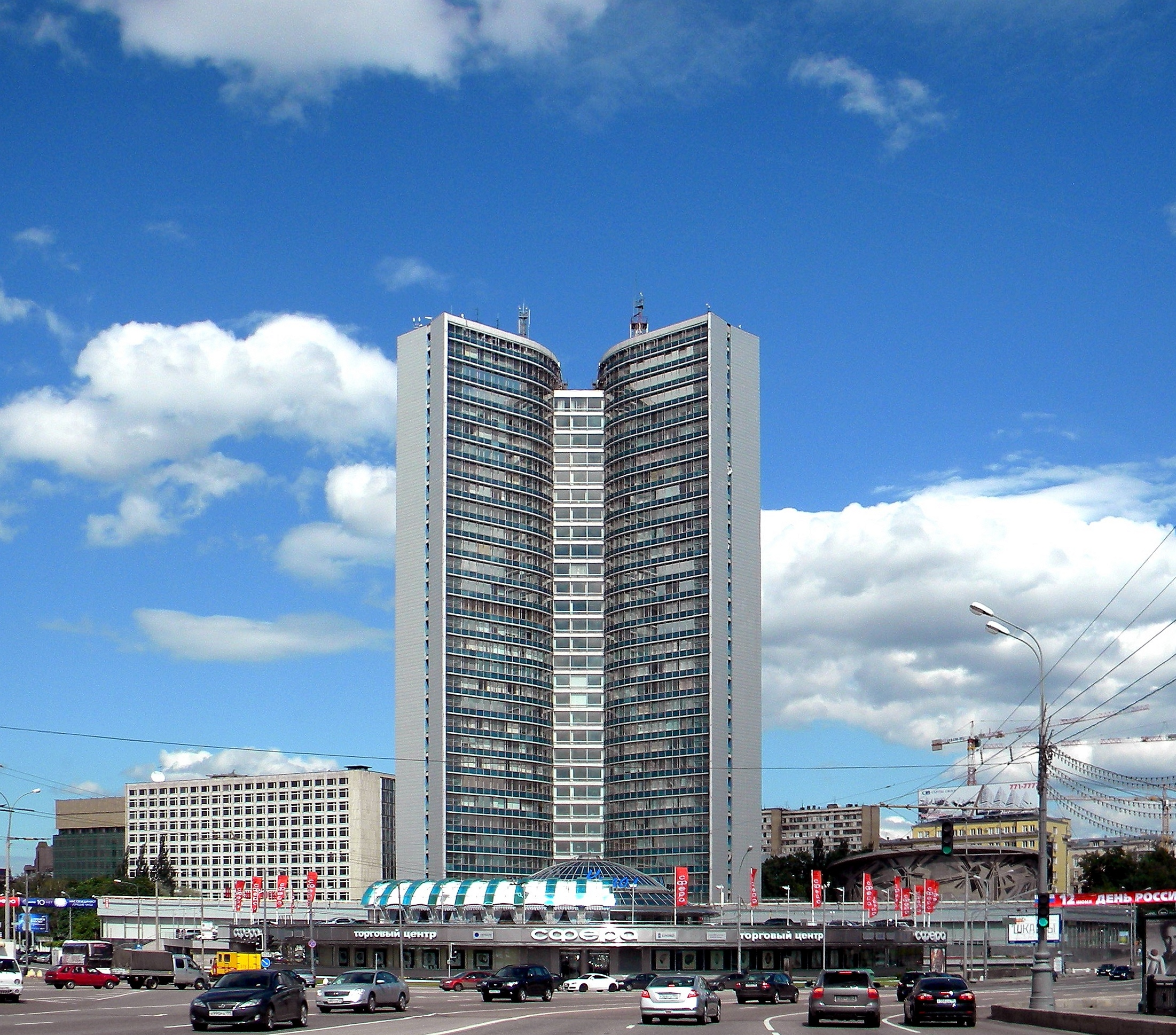
L'ancien immeuble du Comecon, devenu depuis le siège du Gouvernement de Moscou.
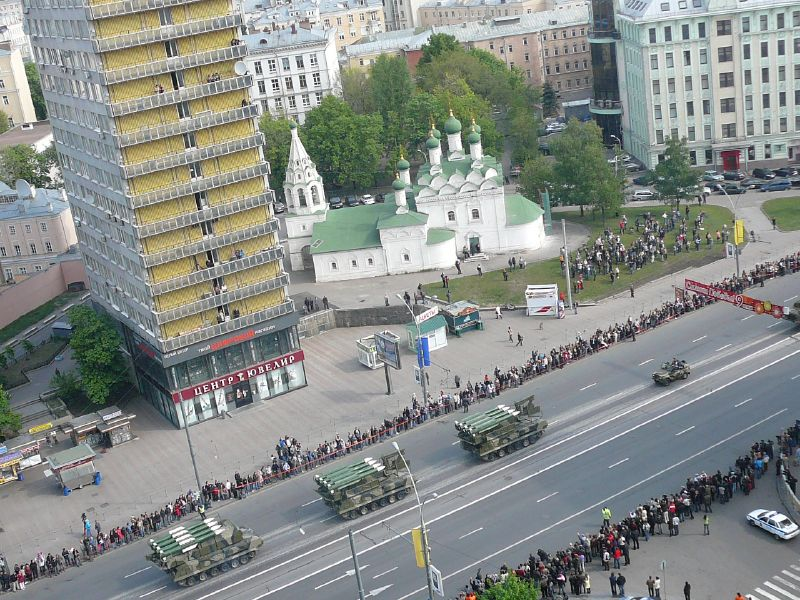
église Saint Siméon le Stylite (ru).
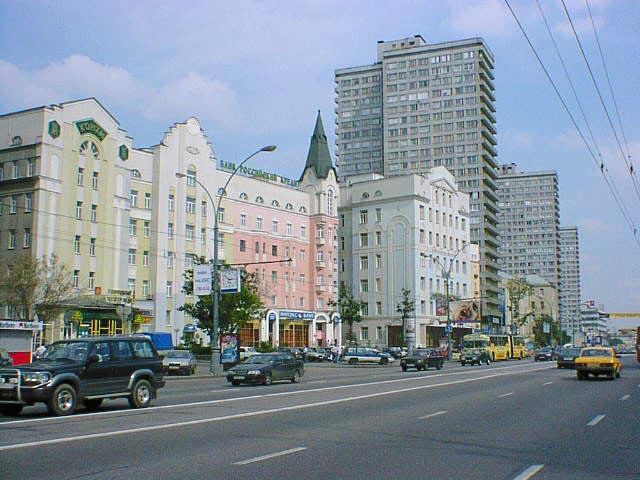
Architecture variée sur le côté nord de la nouvelle Arbat : des immeubles reconstruits en 1996 dans le style des années 1900, cohabitent avec les constructions de grande hauteur datant du milieu des années 1960.
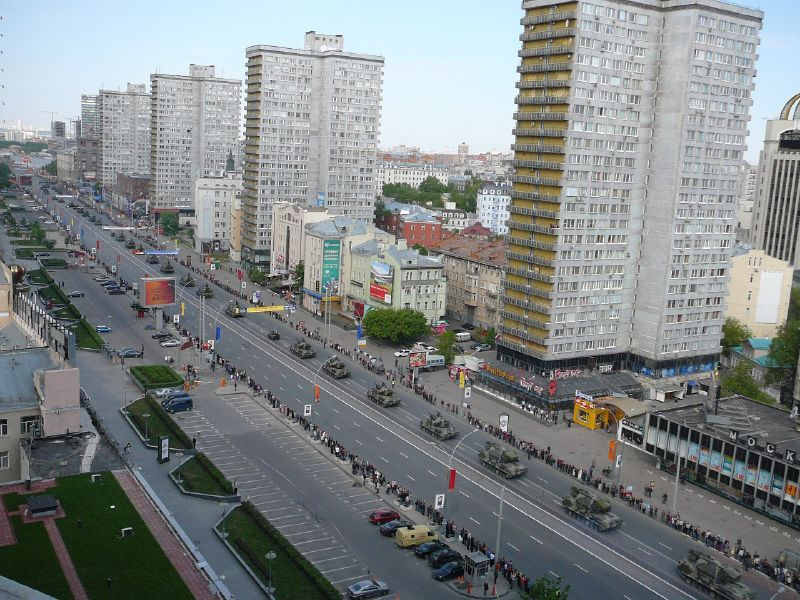
Défilé militaire sur la nouvelle Arbat, le 9 mai 2008.